# Com Truise
Com Truise — псевдоним американского исполнителя синтвейв-музыки Сета Хэйли (англ. Seth Haley).
Com Truise является спунеризмом имени известного актёра Тома Круза.

## Дискография

### Студийные альбомы
| Название      | Детали                                       | Позиции в чартах | Позиции в чартах     |
| Название      | Детали                                       | US Heatseekers   | US Dance/ Electronic |
| ------------- | -------------------------------------------- | ---------------- | -------------------- |
| Galactic Melt | - Релиз: 2011 - Лейбл: Ghostly International | —                | —                    |
| In Decay      | - Релиз: 2012 - Лейбл: Ghostly International | —                | —                    |
| Iteration     | - Релиз: 2017 - Лейбл: Ghostly International | 4                | 7                    |

### EP
| Cyanide Sisters                             | - Релиз: 2010 - Лейбл: Ghostly International | — | — | —  |
| Fairlight                                   | - Релиз: 2011 - Лейбл: Ghostly International | — | — | —  |
| Wave 1                                      | - Релиз: 2014 - Лейбл: Ghostly International | 6 | 7 | —  |
| Silicon Tare                                | - Релиз: 2016 - Лейбл: Ghostly International | — | 4 | 61 |
| "—" означает, что альбом не попал в список. |                                              |   |   |    |